# Межэтнический конфликт в Ставрополе
Межэтнический конфликт в Ставрополе — беспорядки в Ставрополе в конце мая — начале июня 2007 года, заключающиеся в массовых столкновениях с применением холодного и огнестрельного оружия между русскими и кавказцами (преимущественно чеченцами).

## Начало конфликта
Вечером 24 мая 2007 года в Ставрополе произошло массовое столкновение между молодёжными группировками, в котором приняли участие, по разным оценкам, от 100 до 400 человек, преимущественно молодых людей. Разные источники указывают разное количество участников и различное место столкновений. Со слов главы организации «Братский союз народов Кавказа» Асхабали Алибекова, это была драка «один на один», но милиционеры «стали разгонять только кавказцев».
- Интерфакс, со ссылкой на ГУВД Ставропольского края, указывает число участников от 100 до 300 человек и то, что драка произошла в Промышленном районе Ставрополя[1].
- Газета.ру сообщает о числе от 300 до 400 участников, о времени 20:00, о том, что столкновения произошли в лесном массиве в районе проспекта Юности в Северо-Западном микрорайоне Ставрополя, а также о том, что столкновения произошли между русской и дагестанской молодёжными группировками[1].
- В ходе конфликта был убит студент Ставропольского гуманитарного института Гилани Атаев, чеченец по национальности (погиб от перелома гортани), милиционером тяжело ранен ещё один студент — Заурбек Ахматов (пулевое ранение).

## Развитие ситуации
- В ночь со второго на третье июня рядом со зданием Государственной медицинской академии на пересечении улиц Мира и Ломоносова, были найдены обезглавленными[3] тела двух русских студентов: Виктор Чадин и Павел Блохин. Появилась версия о том, что это убийство стало местью кавказцев за Гилани Атаева, убитого в драке 24 мая. В то же время правоохранительные органы озвучили свою точку зрения, согласно которой преступление совершено с целью ограбления[4] . А также распространили фоторобот и заявили, что в совершении убийства подозревается мужчина славянской внешности[5].
- Во вторник, 5 июня, после похорон убитых студентов в центре Ставрополя состоялся стихийный митинг «Славянский сход», закончившийся беспорядками и попытками антикавказских погромов. Заранее по Ставрополю пошёл слух, что вечером в городе будет введён комендантский час. Маршрутные такси и общественный транспорт перестали выезжать на маршруты уже около 19:00 вечера, водители боялись. Людей на улице почти не было, обыватели боялись выйти на улицу. По воспоминаниям очевидца тех событий: «Ощущение — будто война началась, город вымер, людей вообще отсутствовали на улицах, и только по центральным ТВ-каналам Москва показывала парад педерастов, умалчивая происходящее в Ставрополе, такое только во время войны бывает, непередаваемые ощущения — идти по пустому, вымершему городу!». Магазины и другие учреждения закрылись раньше времени, город действительно вымер. Далее пошли слухи, что кто-то на автомобиле «Жигули» в районе Нижнего рынка Ставрополя выпустил в воздух несколько очередей из АКМ. Другие утверждали, что слышали стрельбу из автоматического оружия в юго-западном районе Ставрополя. На центральную площадь города Ставрополя вышло около 1000 человек. Всего правоохранительными органами за нарушение общественного порядка был задержан 51 участник акции[6].
- 8 июня 2007 года власти Ставрополя сообщили, что найден подозреваемый в убийстве студентов, произошедшем в ночь со 2 на 3 июня. Им оказался один из 51 задержанных 5 июня участников «Славянского схода». Также сообщается, что задержаны двое жителей Ставрополя, подозреваемых в убийстве 24 мая во время массовой драки чеченского студента Гилани Атаева[7].
- 16 сентября 2007 года был оправдан и освобожден из-под стражи Андрей Кейлин, ранее задержанный по обвинению в убийстве двух студентов-славян[8].